# Championnats du monde de cyclisme sur route 1964
Navigation
Renaix 1963 Lasarte-Oria 1965
Les championnats du monde de cyclisme sur route 1964 ont eu lieu le 6 septembre 1964 à Sallanches en France.  

## Résultats
| Épreuves :                                       | Or                                                                        | Or              | Argent                                                                                | Argent | Bronze                                                                             | Bronze |
| Épreuves masculines                              |                                                                           |                 |                                                                                       |        |                                                                                    |        |
| Hommes - course en ligne                         | Jan Janssen Pays-Bas                                                      | 7 h 35 min 52 s | Vittorio Adorni Italie                                                                | m.t.   | Raymond Poulidor France                                                            | m.t.   |
| Hommes - amateurs - course en ligne              | Eddy Merckx Belgique                                                      | 4 h 39 min 10 s | Willy Planckaert Belgique                                                             | + 0.27 | Gösta Pettersson Suède                                                             | m.t.   |
| Hommes - amateurs - contre-la-montre par équipes | Italie Severino Andreoli Luciano Dalla Bona Pietro Guerra Ferruccio Manza | 2 h 07 min 20 s | Espagne Juan García Such José Ramón Goyeneche Ramon Sáez Marzo Luis Pedro Santamarina | + 3.47 | Belgique Rene Heuvelmans Roland De Neve Roland Van De Rijse Albert Van Vlierberghe | + 3.51 |
| Épreuve féminine                                 |                                                                           |                 |                                                                                       |        |                                                                                    |        |
| Femmes - course en ligne                         | Emīlija Sonka Union soviétique                                            | 1 h 44 min 37 s | Galina Yudina Union soviétique                                                        | m.t.   | Rosa Sels Belgique                                                                 | m.t.   |

## Tableau des médailles
| Rang  | Nation           | Or | Argent | Bronze | Total |
| ----- | ---------------- | -- | ------ | ------ | ----- |
| 1     | Belgique         | 1  | 1      | 2      | 4     |
| 2     | Italie           | 1  | 1      | 0      | 2     |
| 2     | Union soviétique | 1  | 1      | 0      | 2     |
| 4     | Pays-Bas         | 1  | 0      | 0      | 1     |
| 5     | Espagne          | 0  | 1      | 0      | 1     |
| 6     | France           | 0  | 0      | 1      | 1     |
| 6     | Suède            | 0  | 0      | 1      | 1     |
| Total | Total            | 4  | 4      | 4      | 12    |